# Highway Star
Highway Star è un singolo dei Deep Purple pubblicato nel 1972.

## Tracce
Lato A
1. Highway Star (Edited Version) – 2:38 (Ritchie Blackmore, Ian Gillan, Roger Glover, Jon Lord, Ian Paice)

Lato B
1. Highway Star (Long Version) – 6:05 (Ritchie Blackmore, Ian Gillan, Roger Glover, Jon Lord, Ian Paice)

## Storia
La canzone è nata su un tourbus in rotta verso Portsmouth nel 1971. Un reporter chiese al gruppo come scrivevano le loro canzoni e Ritchie Blackmore, per dimostrarglielo, prese in mano la chitarra e improvvisò un riff sul quale Ian Gillan iniziò a cantare. Il brano venne completato entro la giornata ed eseguito al concerto quella sera stessa.
L'anno dopo il gruppo incise il brano sul loro album successivo, Machine Head e lo scelse anche come singolo. Jon Lord dichiarò che per la composizione del proprio assolo di tastiera si era ispirato a Bach. Per molti anni è stato il brano di apertura dei concerti della band; nelle recenti tournée è usato come bis e in alcune delle tappe del loro ultimissimo tour europeo è stata usata di nuovo come canzone di apertura.

## Cover
- Gli Alter Bridge ripropongono spesso questo brano durante i loro concerti
- I Faith No More hanno ripreso un verso della canzone nel secondo disco del loro best Who Cares a Lot?
- Un side-project dei GWAR, gli X-Cops, hanno registrato una cover del brano nel loro unico disco intitolato You Have the Right to Remain Silent...
- Il gruppo metal americano Metal Church ha reinterpretato questo brano sul suo disco autointitolato
- La band australiana Saffire esegue una cover velocizzata acustica del pezzo nel loro disco datato 2004 intitolato Nostalgica
- I Type O Negative hanno realizzato una cover di questa canzone e l'hanno pubblicata sul loro best of.
- I Dream Theater hanno riproposto dal vivo questa canzone e con essa tutto l'album Made in Japan il 13 gennaio 2006. La serata è stata registrata e messa in vendita sotto forma di bootleg per l'etichetta del batterista Mike Portnoy, la Ytse Jam Records
- I Bugotak, una band originaria di Novosibirsk (Russia) ha realizzato una rilettura del brano in Lingua buriata con l'utilizzo di strumenti folkloristici siberiani
- I Quintorigo l'hanno riproposta in versione con archi (violino, violoncello e contrabbasso), presente nel loro secondo album, Grigio. Inoltre l'hanno eseguita dal vivo al Concerto del Primo Maggio del 2001.
- I Chickenfoot, supergruppo composto da Joe Satriani, Sammy Hagar, Michael Anthony (entrambi ex Van Halen) e Chad Smith ha ripreso il brano in molti live.
- I Dying Breed (una band genovese di heavy metal e hard rock) hanno realizzato una cover di questa canzone e l'hanno pubblicata sul loro EP Dying Breed Hard 'N' Heavy
- Glenn Hughes, Steve Vai e Chad Smith l'hanno incisa sull'album tributo Re-Machined: A Tribute to Deep Purple's Machine Head, uscito nel 2012 per il 40º anniversario di Machine Head.